# Деренкова, Мария Степановна
Мария Степановна Деренкова (в замужестве Ромась, 1866 — 1930) — русская революционерка, участница народнического движения 1870-1880-х годов, также фельдшер, Герой Труда (1929).

## Биография
Родилась 27 мая 1866 года в Казанской губернии, сестра Андрея Степановича Деренкова (1855—1953), революционера, ставшего одним из основных героев повести А. М. Горького «Мои университеты».
Училась в Ксенинской гимназии в Казани, которую окончила в 1886 году. Будучи гимназисткой, принимала участие в революционных кружках в Казани. Здесь с ней встречался будущий советский писатель Максим Горький. В конце 1880-х годов работала в созданной для пропаганды среди крестьян лавке М. А. Ромася в селе Красновидово Свияжского уезда Казанской губернии, за которого вышла замуж в 1888 году, но спустя короткое время развелась.
В 1890-х годах переехала в Стерлитамак. В 1895 году в башкирской деревне Старомакарово был открыт фельдшерско-акушерский пункт, куда была направлена на работу фельдшером Мария Степановна. В 1913 году в селе был построено здание земской больницы, где Деренкова работала вместе с первым женским врачом Марьяной Резяповой.
Умерла 19 ноября 1931 года (по другим данным 1930 года), похоронена на кладбище села Макарово ныне Аургазинского района Башкортостана. Президиум Башкирского ЦИКа 6 марта 1929 года за самоотверженный труд присвоил Деренковой звание «Героя Труда» Башкирской АССР. В личных архивных фондах Государственных хранилищ СССР имеются документы, относящиеся к М. С. Деренковой.